# 朝比奈村 (静岡県小笠郡)

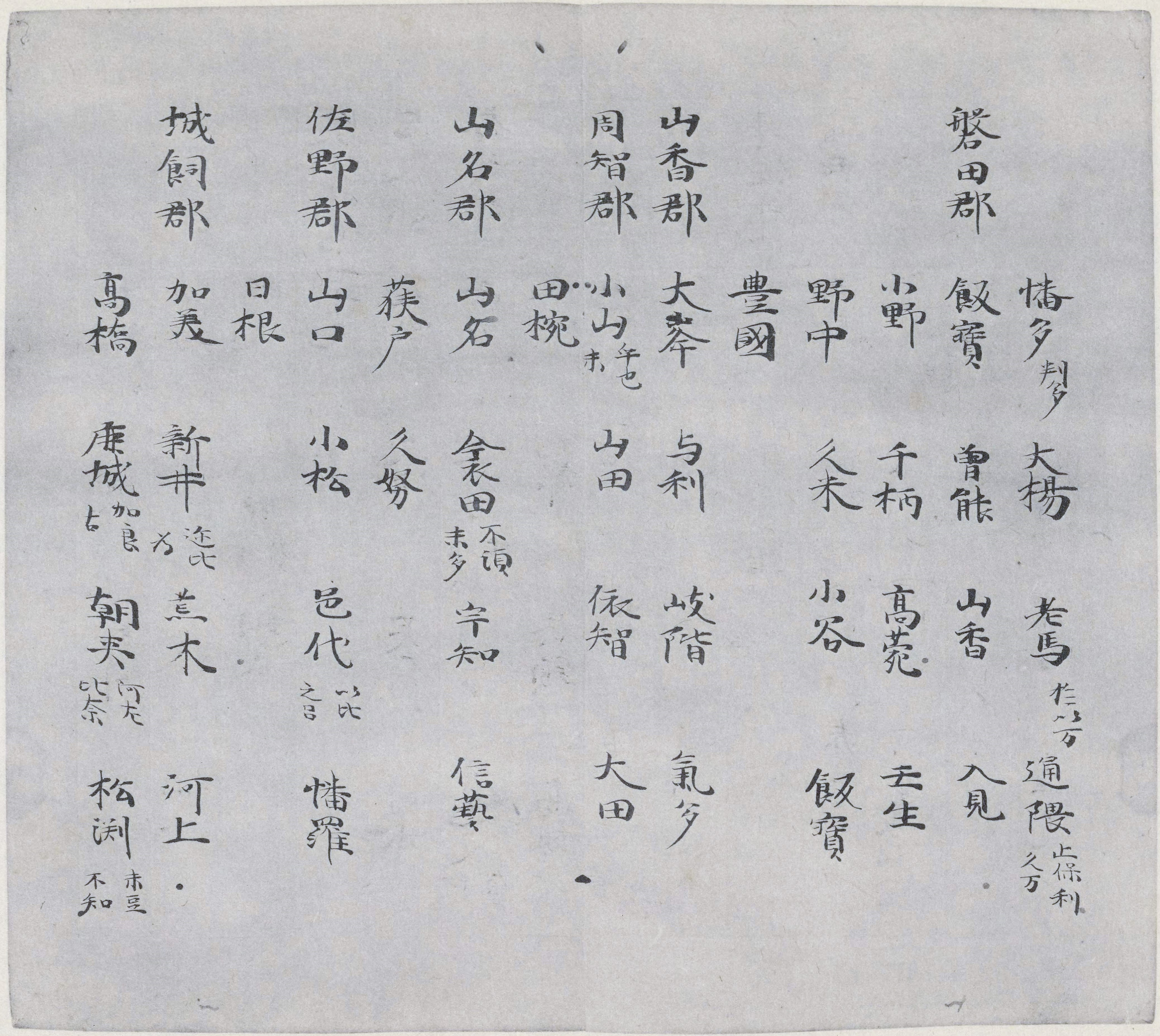
平安時代の『倭名類聚抄』の影印。遠江国城飼郡の郷の一つとして「朝夷」と記載されており、和訓は「阿㔫比奈」となっている

朝比奈村（あさひなむら）は、かつて静岡県小笠郡にあった村である。
当初は城東郡に属したが、1896年4月1日，佐野郡との郡統合により小笠郡の所属となった。

## 歴史
- 1889年（明治22年）10月1日：上朝比奈村・下朝比奈村が合併して城東郡朝比奈村が成立。
- 1955年（昭和30年）3月31日：池新田町・比木村・佐倉村・新野村と合併し、浜岡町になる。

## 教育機関
朝比奈村立朝比奈小学校（のちの浜岡町立朝比奈小学校）（新野小学校と合併し、現在は御前崎市立浜岡北小となっている。なお、朝比奈小学校の跡地は、広場となっている。）

## 村長
- 宮本雄一郎